# Požár rakouského velvyslanectví v Paříži
Požár rakouského velvyslanectví v Paříži byla tragická událost, ke které došlo dne 1. července 1810 v paláci Montesson, kde se právě konal významný večer v rámci slavností pořádaných knížetem Karlem Filipem ze Schwarzenbergu, rakouským velvyslancem ve Francii, na oslavu sňatku císaře Napoleona Bonaparta s arcivévodkyní Marií Louisou.

## Průběh
Svatební veselí Napoleona a Marie Louisy představovala série plesů. K uzavření těchto slavností po návratu císařského páru z líbánek nabídl Karel Filip ze Schwarzenbergu v neděli 1. července 1810 ples na počest vznešeného spojení, k němuž výrazně přispěl jako rakouský velvyslanec ve Francii.
Sídlem rakouského velvyslance byl Hôtel de Montesson, který se nacházel na rue du Mont-Blanc (dnešní rue de la Chaussée-d'Antin).
Večírek byl pečlivě připraven: v zahradách rakouského velvyslanectví byl postaven provizorní sál pro přijetí více než dvanácti až patnácti set hostů. Sál zakrýval jezírko, květinové záhony a cesty v zahradě. Aby byli hosté lépe chráněni před případným deštěm, byly desky tvořící střechu pokryty zespodu naolejovaným plátnem a shora asfaltem, aby byly nepromokavé pro oznámený déšť. A aby bylo vše připraveno včas, barvy, které pokrývaly stěny, obsahovaly alkohol, který umožňoval jejich rychlejší schnutí.
Výzdoba byla sofistikovaná: spojení orli francouzské a rakouské říše. Na oknech visely hedvábné a mušelínové závěsy. Na stěnách byla upevněna zrcadla a lustry ve svícnech, girandoly rozptylující světlo. V sále visely girlandy z mušelínu a gázy, jemné látky. Všude byly rozvěšeny umělé květiny. Osvětlení zajišťoval velký lustr dominující tanečnímu sálu a u stropu bylo zavěšeno dalších 73i masivních bronzových lustrů, každý se čtyřiceti svíčkami.
Pro císařský pár byla zřízena plošina uprostřed pravé strany sálu a poblíž byl zřízen malý východ pro jejich soukromý průchod. Na této plošině byly umístěny trůny z červeného sametu. Pro hosty byly podél stěn uspořádány lavičky (také sametové). Na kroky tanečníků čekala pečlivě navoskovaná podlaha.
V zahradě bylo vytvořeno několik zákoutí, která připomínala místa, kde mladá císařovna trávila dětství. Tanečníci pařížské opery v rakouských kostýmech zde představovali scény z jejích raných let.
Osmačtyřicet hodin před událostí byl vyrozuměn velitel hasičů, plukovník Ledoux. Ten přijel na místo, aby provedl bezpečnostní kontrolu. Po své návštěvě se rozhodl vyslat na plesový večer dva poddůstojníky, čtyři pumpaře a dvě ruční pumpy. Aby hosté nebyli znepokojeni přítomností prostředků k hašení požáru, nechal je umístit na nádvoří rezidence hraběte Régnaulta de Saint-Jean d'Angély nacházející se naproti. V okolí byly rozmístěny hlídky a pro zajištění bezpečnosti hostů se policejní komisaři a důstojníci mísili s davem tanečníků. Plukovník Ledoux odjel na víkend na venkov, aniž by si však vyžádal povolení od prefekta departementu Seine, jak měl.
Před příchodem prvních hostů knížecí správce naposledy prošel tanečním sálem a z bezpečnostních důvodů iniciativně zhasl všechny svíčky, které považoval za příliš blízko okenních závěsů.
Byla pozvána politická, vojenská a diplomatická elita Paříže a venkova, kolem 2000 hostů. Od 20 hodin hosté zaplňovali sál i zahradu.
Císařský pár přijel za zvuku fanfár kolem 22:15. Pozdravil hosty v tanečním sále, poté všichni vyšli na zahradu, aby se podívali na zahradní slavnost. Výstupy operních tanečníků a zpěváků doplnil ohňostroj.
Ohňostroj zapálil kousek látky ve vnějším rohu galerie v zahradě. Nenápadně proto architekt Pierre-Nicolas Bénard přivedl hasiče do zahrad velvyslanectví. Tento požár byl uhašen nenápadně a rychle, aniž by si kdokoli něčeho všiml.
Ve 23:30 byl ples v plném proudu. Marie Louisa stála na pódiu u trůnu a hovořila se svým doprovodem. Císař se procházel po tanečním sále a hovořil s hosty. Císařovna, Caroline Bonaparte, Kateřina Württemberská, Pavlína Bonaparte, Pavlína ze Schwarzenbergu, švagrová velvyslance, její dcery a stovka dalších dam, byly zaneprázdněny vystoupením živého tance, když svíčka z jednoho z lustrů u zahradních dveří zapálila závěs.
Hrabě Dumanoir, císařův komorník, přispěchal a vylezl na lavici, aby strhl závěs, ale oheň se již rozšířil na gázu zdobící strop a začal se šířit. Plukovník de Trobriand vyrazil kupředu, aby závěs strhl. Tento prudký pohyb závěsu však rozšířil oheň.
Marie Louisa se i přesto posadila na trůn, ale Napoleon ji vyvedl ven do zahrady. Císař se pak vrátil k hašení požár, ale veškerá pomoc byla marná. Sál opustili i další hosté, většina tanečníků si ale ohně hned nevšimla.
Během chvíle vypukla panika. Nastal útěk účastníků. Dva ze tří východů však byly v plamenech a jediná úniková cesta do zahrady se stala nedostatečnou.
Podlaha v místnosti neodolala otřesům a propadla se. Císař jako vojevůdce řídil evakuaci.
Požár se podařilo dostat pod kontrolu kolem čtvrté hodiny ranní.
Přivolaní hasiči se kvůli zpanikařeným hostům nemohli dostat do sálu. Napoleon, který se málem stal obětí této katastrofy, zaznamenal neorganizovanost pumpařů a především naprostou absenci velení a koordinace.
Dekretem z 18. září 1811 proto reorganizoval sbor pařížských hasičů, jehož vytvoření se datuje od Ludvíka XV. Těchto 293 hasičů se již neměli rekrutovat z dobrovolníků, ale mezi těmi, kteří provozovali řemeslo, které bylo vhodné pro tuto službu, jako například tesaři. Byli rozděleni do tří jednotek a umístěni do kasáren.
Vyšetřování, za které zodpovídal ministr vnitra Jean-Pierre de Montalivet, konstatovalo, že mužstvo nebylo vojenské, rozkazy byly provedeny jen velmi ledabyle. Organizace nedokonalá, nízká disciplína, málo cvičení, nemotivovaný personál, dohled jen průměrný.
Vyšetřovatelé však prokázali, že hasiči nebyli v době incidentu opilí, jak císař nejprve předpokládal, a že své stanoviště nikdy neopustili. Po prvním požáru, který dokonale zvládli, zůstali tři z nich z vlastní iniciativy na zahradě s pumpou, houbami a kbelíky. Nestihli však včas zasáhnout ani tragédii předvídat a v době jejich reakce jim záplava zoufalých uprchlíků zavřela jediný schůdný vstup. Ostatní tři byli příliš daleko, než aby mohli zasáhnout.
Císař doprovodil císařovnu ve svém voze ke vjezdu na Champs-Élysées. Poté se vrátil na místo požáru, aby se postaral o oběti katastrofy, a zůstal tam až do svítání, neustále zaměstnán řízením pomoci. Do Château de Saint-Cloud se vrátil až ve čtyři hodiny ráno.
K ránu poslal císař pážata všem lidem, kteří utrpěli katastrofou, aby je svým jménem pochválil a požádal je o zprávy. Došly mu smutné odpovědi.
Tisk byl velmi diskrétní, není proto znám skutečný počet obětí. Událost byla minimalizována a cenzura zabránila vyhodnocení počtu zraněných a mrtvých. Le Moniteur universel 4. července nemohl přejít smrt princezny mlčky, protože její pohřeb upoutal pozornost veřejnosti. Oficiální verze proto přiznávala jen jednu smrt, ke které mělo dojít během toho večera. La Gazette a Journal de l'Empire byly stejně diskrétní, letmo se zmínily o tlačenici během společenské akce, kde nenápadně zmínil „zmizení" kněžny Pavlíny ze Schwarzenbergu, přičemž hned upřesnil, že nikdo nezahynul, ale jsou obavy o osud tří tří šlechtičen. Tak se Napoleonovi díky cenzuře podařilo tuto tragédii utajit.

## Oběti
Jedinou oficiální obětí byla Pavlína ze Schwarzenbergu. Po nálezu těla byla rozpoznána pouze podle jejích diamantů. Její diadém žárem roztál, takže stříbro zanechalo stopu na lebce. Bylo jí třicet šest let, byla matkou osmi dětí a čekala deváté.
Několik žen zemřelo ještě téže noci a další poté na následky. Svým zraněním podlehla Madame la Princesse de la Leyen, Karla Theodora von Dalberg. V den katastrofy zahynula manželka a dcera generála Touzarta. Stejně tak Antonietta Calafati, dcera Angela Calafatiho, syndika z Capo d'Istria (Koper) a jeho matka.
Mezi těmi, kteří po dlouhém utrpení utekli, byli princ Kourakin a madame Durosnel, manželka generála toho jména. Ruský velvyslanec, princ Alexandr Kurakin se na ples vyzdobil ve zlatém plášti. To ho zachránilo, protože jiskry a plameny klouzaly po kabátu a po ozdobách, kterými byl pokryt. Princ však zůstal v posteli několik měsíců. Ve vřavě upadl na záda, byl pošlapán a pohmožděn a za svou záchranu vděčil duchapřítomnosti hudebníka, který ho sebral a vynesl z davu.
Generál Antoine Jean Auguste Durosnel, jehož žena omdlela v tanečním sále ji vynesl v náručí z plamenů. Komtesa Durosnel byla silně popálena, a zůstala nemocná přes dva roky.
Celkový počet obětí není znám. Císařovna Marie-Louise v dopise otci mluví o dvaceti mrtvých a asi šedesáti zraněných. Historik Léonce Grasilier poznamenává, že v následujících dnech opustilo velvyslanectví nejméně devadesát pohřebních průvodů.

## Důsledky
Architekt Pierre-Nicolas Bénard, který byl kritizován za to, že postavil příliš lehkou konstrukci a záměrně přesunul požární stráž (aby nevylekal hosty) do sousedního paláce hraběte Régnaulta ze Saint-Jean d'Angély, byl uvězněn ve věznici Sainte-Pélagie. Byl propuštěn, ale se špatnou pověstí ztratil zaměstnání.
V roce 1918 historik Léonce Grasilier odhalil cenzuru nařízenou císařem. Vedl ji strach ze zhoršení vztahů s Rakouskem, věčným nepřítelem, ze kterého se Napoleonovi podařilo tímto dohodnutým sňatkem získat spojence. Pověrčivý Napoleon se navíc obával, že tato katastrofa může připomínat katastrofu ze 30. května 1770, kdy během ohňostroje na počest královských manželů Ludvíka XVI. s jinou Rakušankou Marií Antoinettou, exploze způsobila smrt 132 lidí a zranila 43 dalších. A v neposlední řadě, císař, který stál u zrodu reorganizace sboru pařížských hasičů v roce 1801, nechtěl tento neúspěch nijak zvlášť propagovat. Dotyční hasiči nebyli oficiálně obviněni. Tisk střízlivě oznámil, že je tato událost o to nešťastnější, že veškerá pomoc byla marná, protože vše proběhlo dřív, než mohli hasiči zasáhnout.
Vrchní velitel hasičů, plukovník Ledoux, který bez svolení prefekta odjel z Paříže, byl penzionován.
Císař, poznamenaný touto dramatickou nehodou, propustil i policejního prefekta Louise Nicolase Duboise, kterého vinil z nepřítomnosti hlavního města v době událostí. Hlavním důvodem mohlo být však rabování, které po tragédii následovalo. Stovky hostů přišly ve svém nejlepším společenském oděvu. Jejich šperky byly v následujících dnech předmětem policejního pátrání. Jen kněžna ze Schwarzenbergu měla na sobě 627 diamantů. Vyšetřování bylo nalezeno jen zhruba 1890 diamantů. Nedostatek bezpečnostního systému byl zjevný, a to přímo před očima hlavy státu. Zprávy vypracované po této tragédii odhalily četné anomálie, které vedly císaře k přijetí sankcí a opatření.
Policejním prefektem se stal Étienne-Denis Pasquier, který byl pověřen ve spolupráci s ministrem vnitra nalezením nové organizace, která by nahradila instituci hasičů. Pasquier ve svých pamětech popisuje korupční nábor. Mnoho zámožných mladých mužů se zapsalo do sborového rejstříku jen proto, aby byli osvobozeni od služby v domobraně. Ti míst své vlastní služby platili jiným, mnohdy nemohoucím, aby je zastupovali.
Sbor čerpadlářů byl rozpuštěn a 10. července 1811 nahrazen vojenským sborem sapérů Císařské gardy, kteří zajišťovali požární bezpečnost císařských paláců. Tato rota se stala prvním vojenským sborem hasičů v historii a 18. září Napoleon dále zcela zreformoval tento sbor vytvořením praporu pařížských hasičů, přísně vojenského sboru, pod velením policejního prefekta (tak to zůstalo dodnes) a složeného ze čtyř rot po sto čtyřiceti dvou mužích. Jeho posláním bylo zastavovat, ale také předcházet požárům v hlavním městě. Sídlem sboru se stal Hôtel de Chavigny v rue de Sévigné.
V roce 1867 za Napoleona III. získal název Régiment de Sapeurs-Pompiers de Paris (Pluk pařížských hasičů) a 11. března 1967 se sbor přejmenoval na Brigade de sapeurs-pompiers de Paris.
V roce 1897 vypukl v Paříži opět smrtící požár ohrožující přední členy evropské šlechty, kdy vyhořel Bazar de la Charité v rue Jean-Goujon v 8. obvodu.
Událost v bývalém rakouském velvyslanectví připomíná pamětní deska umístěná na rohu ulic Rue La Fayette a Rue de la Chaussée-d'Antin poblíž místa tragédie.